# 八不中道
八事，又稱八不中道，指不生、不滅、不斷、不常、不一、不異、不去、不來八者，是龍樹《中論》的核心概念，「略說八事則為總破一切法」。在大乘佛教中有著極大影響。

## 偈頌
| 梵本 | 《般若燈論釋》 | 《中論》     |
|      | 不滅亦不起     | 不生亦不滅。 |
|      | 不斷亦不常     | 不常亦不斷。 |
|      | 非一非種種     | 不一亦不異。 |
|      | 不來亦不去     | 不來亦不出。 |